# Linaria microsepala
Linaria microsepala är en grobladsväxtart som beskrevs av A. Kerner. Linaria microsepala ingår i släktet sporrar, och familjen grobladsväxter. Inga underarter finns listade i Catalogue of Life.